# Kaido Külaots

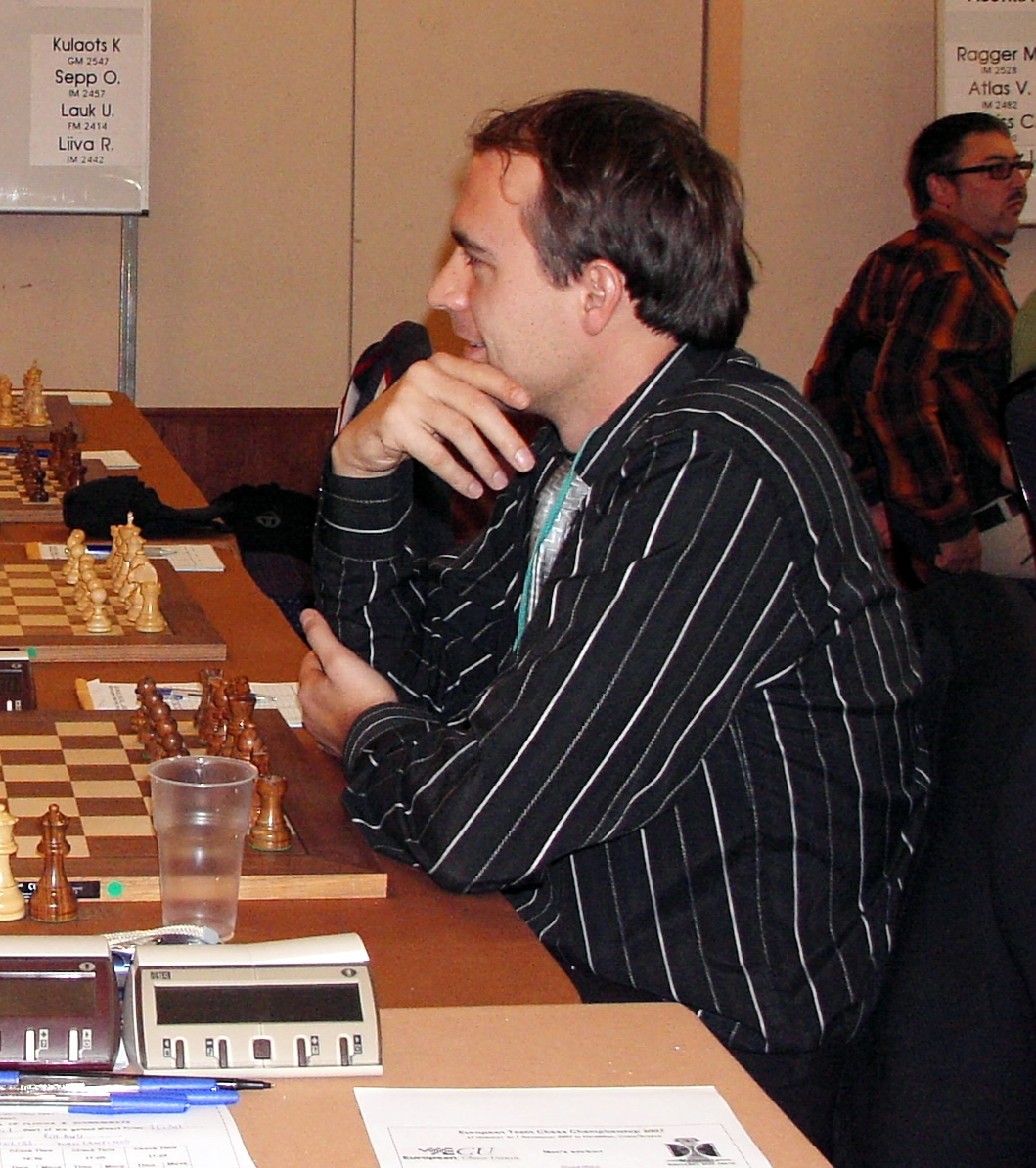
Kaido Külaots (2007)

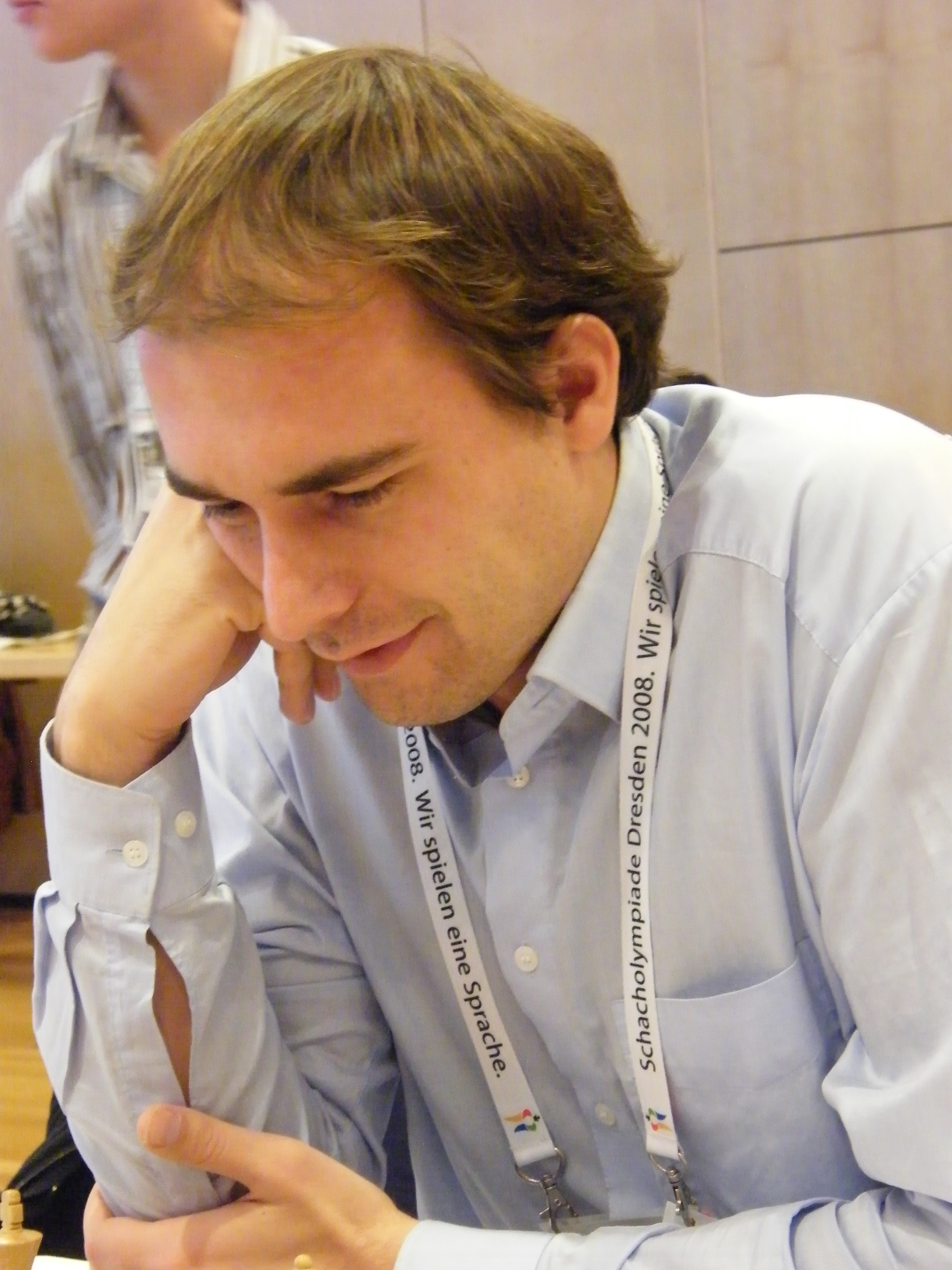
Kaido Külaots (2008)

Kaido Külaots (Pärnu, 28 februari 1976) is een Estlandse schaker. Hij is sinds 2001 een grootmeester (GM).
- Hij won het kampioenschap van Estland in 1999, 2001, 2002, 2003, 2008, 2009, 2010, 2014 en 2020.[1]
- In maart 2003 eindigde hij gedeeld 1e–2e met Jevgeni Aleksejev, bij het vijfde toernooi om de Rector Cup in Charkov.[2][3]
- In 2003 werd hij in Paks gedeeld 1e–2e met de Roemeense GM Vladislav Nevednichy.[4]
- In 2004 eindigde hij gedeeld 1e–6e, met Jevgeni Najer, Artjom Timofejev, Zoltan Gyimesi, Sergej Grigorjants en Oleg Kornejev, op het Cappelle-la-Grande toernooi.[5]
- In 2004 werd hij gedeeld 1e–2e met Artjom Smirnov bij het Paul Keres Schaakfestival in Tallinn.[6]
- In april 2005 speelde hij mee in de A-groep van het grootmeester schaaktoernooi Gausdal Classics in Noorwegen dat met 8.5 uit 10 gewonnen werd door Sergej Tiviakov. Kaido Külaots eindigde met 7 uit 10 op de tweede plaats. Oleg Kornejev eindigde als derde. De 14-jarige Magnus Carlsen werd zevende.[7]
- In mei 2005 speelde Külaots mee in het toernooi om het kampioenschap van Estland en eindigde daar met 5.5 uit 9 ronden.
- In 2008 won hij het Heart of Finland Open in Jyväskylä.[8]
- In 2008 werd hij gedeeld 1e–3e met Róbert Ruck en Gabor Papp op het eerste Gideon Barcza Memorial.[9]
- In 2010 won hij Frankrijk het eerste Schaakfestival Gif-sur-Yvette.[10]
- In 2010 werd hij in Borup (Denemarken) gedeeld 3e–6e met Tiger Hillarp Persson, Hans Tikkanen en Sarunas Sulskis.[11]
- In 2017 was Külaots door de FIDE genomineerd om deel te nemen aan de FIDE Wereldbeker schaken. In de eerste ronde werd hij uitgeschakeld door met ½–1½ te verliezen van Nikita Vitjoegov.[12]
- In february 2019 won Külaots het Aeroflot Open, via de tiebreak eindigend boven de Armeense GM Haik Martirosyan, nadat beide spelers 7 pt. uit 9 hadden behaald. Vanwege deze overwinning, ontving Külaots een uitnodiging om deel te nemen aan het Dortmund Sparkassen schaaktoernooi.[13][14]

Külaots is een van de weinige spelers met een positieve totaalscore tegen wereldkampioen Magnus Carlsen.

## Nationale teams
Külaots vertegenwoordigde Estland in de volgende Schaakolympiades: 1998, 2000, 2002, 2004, 2006, 2008, 2010 en 2018.

Met Estland nam hij deel aan het EK landenteams in 2003, 2005 en 2007.

## Partij
Magnus Carlsen vs Kaido Kulaots

Gausdal Classics 2002; Geweigerd damegambiet

1.Pf3 Pf6 2.d4 e6 3.c4 d5 4.Pc3 dxc4 5.e4 Lb4 6.Lg5 c5 7.Lxc4 cxd4 8.Pxd4 Da5 9.Lb5+ Ld7 10.Ld2 Lxb5 11.Pdxb5 Pxe4 12.Dg4 Pxd2 13.Dxg7 Tf8 14.O-O-O a6 15.De5 axb5 16.Pd5 Pd7 17.Dg5 Tc8+ (0-1)